# Campionati del mondo Ironman del 2011
L'edizione dei Campionati del Mondo di Ironman del 2011 si è tenuta in data 8 ottobre a Kailua-Kona, Hawaii.
Tra gli uomini ha vinto per la terza volta l'australiano Craig Alexander realizzando la migliore prestazione di sempre con un tempo di 8:03:56, record in precedenza appartenuto al belga Luc Van Lierde con un tempo di 8:04:08 nell'edizione del 1996.
Tra le donne si è laureata campionessa del mondo "ironman" per la quarta volta la britannica Chrissie Wellington, con la seconda migliore prestazione di sempre (8:55:08) dopo quella che lei stessa ha fatto registrare nell'edizione del 2009 con un tempo di 8:54:02.
Si è trattata della 35ª edizione dei campionati mondiali di ironman, che si tengono annualmente dal 1978 con una competizione addizionale che si è svolta nel 1982. I campionati sono organizzati dalla World Triathlon Corporation (WTC).

## Ironman Hawaii - Classifica

### Uomini
| Pos. | Tempo   | Nome            | Paese       | Ripartizione tempi | Ripartizione tempi | Ripartizione tempi | Ripartizione tempi | Ripartizione tempi |
| Pos. | Tempo   | Nome            | Paese       | Nuoto              | T1                 | Bici               | T2                 | Corsa              |
| ---- | ------- | --------------- | ----------- | ------------------ | ------------------ | ------------------ | ------------------ | ------------------ |
|      | 8:03:56 | Craig Alexander | Australia   | 51:56              | 1:55               | 4:24:05            | 1:58               | 2:44:02            |
|      | 8:09:11 | Pete Jacobs     | Australia   | 51:38              | 1:57               | 4:31:01            | 2:06               | 2:42:29            |
|      | 8:11:07 | Andreas Raelert | Germania    | 51:58              | 1:57               | 4:31:01            | 2:26               | 2:47:47            |
| 4    | 8:12:58 | Dirk Bockel     | Lussemburgo | 51:44              | 2:01               | 4:24:17            | 1:55               | 2:53:04            |
| 5    | 8:20:12 | Timo Bracht     | Germania    | 53:37              | 1:43               | 4:35:07            | 2:22               | 2:47:26            |
| 6    | 8:21:07 | Mike Aigroz     | Svizzera    | 52:31              | 1:42               | 4:30:43            | 2:06               | 2:54:08            |
| 7    | 8:22:15 | Raynard Tissink | Sudafrica   | 52:08              | 1:52               | 4:28:38            | 3:02               | 2:56:37            |
| 8    | 8:23:19 | Andi Boecherer  | Germania    | 51:49              | 1:54               | 4:25:46            | 2:09               | 3:01:44            |
| 9    | 8:25:42 | Luke McKenzie   | Australia   | 51:47              | 1:46               | 4:24:16            | 2:01               | 3:05:54            |
| 10   | 8:27:18 | Faris Al-Sultan | Germania    | 51:55              | 1:55               | 4:29:31            | 2:19               | 3:01:41            |

### Donne
| Pos. | Tempo   | Nome                 | Paese       | Ripartizione tempi | Ripartizione tempi | Ripartizione tempi | Ripartizione tempi | Ripartizione tempi |
| Pos. | Tempo   | Nome                 | Paese       | Nuoto              | T1                 | Bici               | T2                 | Corsa              |
| ---- | ------- | -------------------- | ----------- | ------------------ | ------------------ | ------------------ | ------------------ | ------------------ |
|      | 8:55:08 | Chrissie Wellington  | Regno Unito | 1:01:03            | 2:05               | 4:56:53            | 2:26               | 2:52:41            |
|      | 8:57:57 | Mirinda Carfrae      | Australia   | 57:17              | 1:54               | 5:04:16            | 2:26               | 2:52:09            |
|      | 9:03:29 | Leanda Cave          | Regno Unito | 53:54              | 2:03               | 4:58:41            | 2:15               | 3:06:36            |
| 4    | 9:06:57 | Rachel Joyce         | Regno Unito | 53:56              | 2:00               | 4:58:57            | 2:11               | 3:09:55            |
| 5    | 9:07:32 | Caroline Steffen     | Svizzera    | 57:15              | 1:54               | 4:50:26            | 2:41               | 3:15:17            |
| 6    | 9:15:00 | Karin Thuerig        | Svizzera    | 1:12:19            | 2:13               | 4:44:20            | 2:38               | 3:13:31            |
| 7    | 9:15:17 | Sonja Tajsich        | Germania    | 1:06:57            | 1:58               | 4:58:55            | 2:42               | 3:04:47            |
| 8    | 9:17:56 | Heather Wurtele      | Canada      | 58:43              | 2:14               | 4:59:10            | 2:22               | 3:15:29            |
| 9    | 9:18:11 | Caitlin Snow         | Stati Uniti | 58:47              | 2:14               | 5:20:57            | 2:24               | 2:53:51            |
| 10   | 9:19:52 | Virginia Berasategui | Spagna      | 58:44              | 2:25               | 5:03:31            | 2:23               | 3:12:50            |

## Gare di qualifica
Per poter gareggiare all'Ironman Hawaii del 2011, gli atleti dovranno ottenere una delle qualifiche messe in palio nelle gare Ironman sparse per il mondo e in alcune competizioni Ironman 70.3 selezionate. Un certo numero di slot viene messo a disposizione dei residenti alle Hawaii o attraverso una lotteria. La World Triathlon Corporation può, inoltre, invitare direttamente alcuni atleti.
La serie di gare Ironman nel 2011 consiste in 22 competizioni, oltre alla gara dei Campionati del mondo dell'anno precedente (2010) - che garantisce essa stessa un certo numero di slot per i Campionati del mondo dell'anno 2011.

## Ironman - Risultati della serie

### Uomini
| Evento                | Oro                 | Tempo   | Argento                | Tempo   | Bronzo              | Tempo   |
| Wisconsin             | Joe Gambles         | 8:38:32 | Romain Guillaume       | 8:49:42 | Eric Bean           | 8:51:36 |
| Hawaii 2010           | Chris McCormack     | 8:10:37 | Andreas Raelert        | 8:12:17 | Marino Vanhoenacker | 8:13:14 |
| Florida               | James Cunnama       | 8:15:59 | Pedro Gomez            | 8:19:26 | Dirk Bockel         | 8:21:23 |
| Arizona               | Timo Bracht         | 8:07:16 | Rasmus Henning         | 8:10:58 | Tom Lowe            | 8:11:44 |
| Cozumel               | Andy Potts          | 8:15:57 | Michael Lovato         | 8:22:01 | Eduardo Sturla      | 8:24:31 |
| Australia Occidentale | Courtney Ogden      | 8:14:01 | Matty White            | 8:18:06 | Pete Jacobs         | 8:21:16 |
| New Zealand           | Cameron Brown       | 8:31:07 | Terenzo Bozzone        | 8:41:51 | Mathias Hecht       | 8:45:36 |
| South Africa          | Raynard Tissink     | 8:05:36 | Andreas Böcherer       | 8:08:36 | James Cunnama       | 8:13:18 |
| Australia             | Pete Jacobs         | 8:29:28 | Patrick Vernay         | 8:35:50 | Jason Shortis       | 8:46:07 |
| St. George            | Mathias Hecht       | 8:32:03 | Maik Twelsiek          | 8:33:46 | TJ Tollakson        | 8:40:20 |
| Lanzarote             | Timo Bracht         | 8:30:34 | Konstantin Bachor      | 8:44:05 | Esben Hovgaard      | 8:54:37 |
| Texas                 | Eneko Llanos        | 8:08:20 | Timothy O'Donnell      | 8:09:50 | Luke Bell           | 8:12:22 |
| Brazil                | Eduardo Sturla      | 8:13:12 | Guilherme V. Manocchio | 8:15:30 | Ezequiel Morales    | 8:19:49 |
| France                | Frederik Van Lierde | 8:28:30 | François Chabaud       | 8:37:18 | Marcel Zamora Perez | 8:40:55 |
| Coeur d'Alene         | Craig Alexander     | 8:19:48 | Maik Twelsiek          | 8:24:59 | Tom Evans           | 8:49:54 |
| Austria               | Marino Vanhoenacker | 7:45:58 | Michael Weiss          | 7:57:39 | Marko Albert        | 8:08:17 |
| Switzerland           | Ronnie Schildknecht | 8:19:51 | Clemente Alonso        | 8:27:56 | Mathias Hecht       | 8:30:26 |
| Germany               | Faris Al-Sultan     | 8:13:50 | Jan Raphael            | 8:19:31 | Michael Göhner      | 8:20:26 |
| Lake Placid           | TJ Tollakson        | 8:25:15 | Ben Hoffmann           | 8:33:29 | Jason Shortis       | 8:47:18 |
| United Kingdom        | Aaron Farlow        | 8:24:34 | Romain Guillaume       | 8:41:25 | Nick Saunders       | 8:51:31 |
| Regensburg            | Markus Fachbach     | 8:29:16 | Stefan Riesen          | 8:36:54 | Frank Vytrisal      | 8:37:12 |
| Louisville            | Chris McDonald      | 8:27:36 | Patrick Evoe           | 8:30:35 | Justin Daerr        | 8:34:35 |
| Canada                | Jordan Rapp         | 8:28:09 | Torsten Abel           | 8:41:09 | Bert Jammaer        | 8:42:34 |

### Donne
| Evento                | Oro                 | Tempo   | Argento          | Tempo    | Bronzo              | Tempo    |
| Wisconsin             | Gina Crawford       | 9:27:26 | Kristin Moeller  | 9:39:43  | Mirjam Weerd        | 9:52:25  |
| Hawaii 2010           | Mirinda Carfrae     | 8:58:36 | Caroline Steffen | 9:06:00  | Julie Dibens        | 9:10:04  |
| Florida               | Jessica Jacobs      | 9:07:49 | Erica Csomor     | 9:14:40  | Kim Loeffler        | 9:21:26  |
| Arizona               | Chrissie Wellington | 8:36:13 | Linsey Corbin    | 9:05:33  | Leanda Cave         | 9:13:50  |
| Cozumel               | Yvonne Van Vlerken  | 9:07:08 | Tyler Stewart    | 9:23:28  | Amanda Stevens      | 9:26:35  |
| Australia Occidentale | Kate Bevilaqua      | 9:19:44 | Rebekah Keat     | 9:22:37  | Amelia Pearson      | 9:36:52  |
| New Zealand           | Samantha Warriner   | 9:28:24 | Mirinda Carfrae  | 9:31:33  | Joanna Lawn         | 9:31:53  |
| South Africa          | Chrissie Wellington | 8:33:56 | Rachel Joyce     | 9:08:23  | Diana Riesler       | 9:20:37  |
| Australia             | Caroline Steffen    | 9:29:54 | Amelia Pearson   | 9:38:23  | Kirsten Molloy      | 9:43:55  |
| St. George            | Heather Wurtele     | 9:30:33 | Jackie Arendt    | 10:06:36 | Uli Bromme          | 10:10:48 |
| Lanzarote             | Rachel Joyce        | 9:28:12 | Natascha Badmann | 9:43:39  | Karina Ottosen      | 10:10:14 |
| Texas                 | Catriona Morrison   | 8:57:51 | Kelly Williamson | 9:07:54  | Sofie Goos          | 9:12:53  |
| Brazil                | Amy Marsh           | 9:07:49 | Lucia Zelenkova  | 9:14:23  | Ariane G. Monticeli | 9:17:25  |
| France                | Silvia Felt         | 9:34:31 | Martina Dogana   | 9:45:56  | Kim Loeffler        | 9:53:08  |
| Coeur d'Alene         | Julie Dibens        | 9:16:40 | Caitlin Snow     | 9:29:18  | Haley Cooper-Scott  | 9:56:21  |
| Austria               | Mary Beth Ellis     | 8:43:34 | Erika Csomor     | 8:51:10  | Diana Riesler       | 8:53:34  |
| Switzerland           | Karin Thürig        | 9:03:26 | Amy Marsh        | 9:11:36  | Erika Csomor        | 9:36:59  |
| Germany               | Caroline Steffen    | 9:12:13 | Lucie Zelenkova  | 9:13:46  | Sonja Tajsich       | 9:14:14  |
| Lake Placid           | Heather Wurtele     | 9:19:03 | Tine Deckers     | 9:34:41  | Tyler Stewart       | 9:38:09  |
| United Kingdom        | Kristin Möller      | 9:19:04 | Diana Riesler    | 9:25:41  | Yvette Grice        | 9:37:32  |
| Regensburg            | Mary Beth Ellis     | 9:18:55 | Annett Kamenz    | 9:28:23  | Nicole Leder        | 9:30:27  |
| Louisville            | Nina Kraft          | 9:38:14 | Jackie Arendt    | 9:40:28  | Stephanie Jones     | 9:52:40  |
| Canada                | Mary Beth Ellis     | 9:03:13 | Kim Loeffler     | 9:34:54  | Meredith Kessler    | 9:37:22  |

## Calendario competizioni
| Progr. | Data              | Evento                        | Sede                                 | Nazione       |
| ------ | ----------------- | ----------------------------- | ------------------------------------ | ------------- |
| 1      | 12 settembre 2010 | Ironman Wisconsin             | Madison, Wisconsin                   | Stati Uniti   |
| 2      | 9 ottobre 2010    | Ironman Hawaii                | Kailua-Kona, Hawaii                  | Stati Uniti   |
| 3      | 6 novembre 2010   | Ironman Florida               | Panama City Beach, Florida           | Stati Uniti   |
| 4      | 21 novembre 2010  | Ironman Arizona               | Tempe, Arizona                       | Stati Uniti   |
| 5      | 28 novembre 2010  | Ironman Cozumel               | Cozumel, Quintana Roo                | Messico       |
| 6      | 5 dicembre 2010   | Ironman Australia Occidentale | Busselton, Australia Occidentale     | Australia     |
| 7      | 5 marzo 2011      | Ironman New Zealand           | Taupo                                | Nuova Zelanda |
| 8      | 10 aprile 2011    | Ironman South Africa          | Port Elizabeth                       | Sudafrica     |
| 16     | 1º maggio 2011    | Ironman Australia             | Port Macquarie, Nuovo Galles del Sud | Australia     |
| 9      | 7 maggio 2011     | Ironman St.George             | St.George, Utah                      | Stati Uniti   |
| 10     | 21 maggio 2011    | Ironman Lanzarote             | Puerto del Carmen, Lanzarote         | Spagna        |
| 11     | 21 maggio 2011    | Ironman Texas                 | The Woodlands, Texas                 | Stati Uniti   |
| 13     | 29 maggio 2011    | Ironman Brazil                | Florianópolis                        | Brasile       |
| 14     | 26 giugno 2011    | Ironman France                | Nizza                                | Francia       |
| 15     | 26 giugno 2011    | Ironman Coeur d'Alene         | Coeur d'Alene, Idaho                 | Stati Uniti   |
| 17     | 4 luglio 2011     | Ironman Austria               | Klagenfurt                           | Austria       |
| 18     | 10 luglio 2011    | Ironman Switzerland           | Zurigo                               | Svizzera      |
| 19     | 24 luglio 2011    | Ironman Germany               | Francoforte                          | Germania      |
| 20     | 25 luglio 2011    | Ironman Lake Placid           | Lake Placid, New York                | Stati Uniti   |
| 21     | 31 luglio 2011    | Ironman UK                    | Bolton, Greater Manchester           | Regno Unito   |
| 22     | 7 agosto 2011     | Ironman Regensburg            | Ratisbona, Baviera                   | Germania      |
| 23     | 28 agosto 2011    | Ironman Louisville            | Louisville, Kentucky                 | Stati Uniti   |
| 24     | 28 agosto 2011    | Ironman Canada                | Penticton, Columbia Britannica       | Canada        |

## Medagliere competizioni
| Pos. | Paese           | Oro | Argento | Bronzo |    |
| ---- | --------------- | --- | ------- | ------ | -- |
| 1    | Australia       | 9   | 4       | 6      | 19 |
| 2    | Stati Uniti     | 8   | 12      | 9      | 29 |
| 3    | Germania        | 7   | 11      | 7      | 25 |
| 4    | Svizzera        | 5   | 3       | 2      | 10 |
| 5    | Regno Unito     | 5   | 1       | 5      | 11 |
| 6    | Nuova Zelanda   | 4   | 1       | 1      | 6  |
| 7    | Belgio          | 2   | 1       | 3      | 6  |
| 8    | Sudafrica       | 2   | 0       | 1      | 3  |
| 9    | Spagna          | 1   | 1       | 1      | 3  |
| 10   | Paesi Bassi     | 1   | 0       | 2      | 3  |
| 11   | Argentina       | 1   | 0       | 1      | 2  |
| 12   | Canada          | 1   | 0       | 1      | 2  |
| 13   | Francia         | 0   | 3       | 0      | 3  |
| 14   | Rep. Ceca       | 0   | 2       | 0      | 2  |
| 15   | Brasile         | 0   | 1       | 2      | 3  |
| 16   | Danimarca       | 0   | 1       | 2      | 3  |
| 17   | Ungheria        | 0   | 1       | 1      | 2  |
| 18   | Austria         | 0   | 1       | 0      | 1  |
| 19   | Italia          | 0   | 1       | 0      | 1  |
| 20   | Nuova Caledonia | 0   | 1       | 0      | 1  |
| 21   | Portogallo      | 0   | 1       | 0      | 1  |
| 22   | Estonia         | 0   | 0       | 1      | 1  |
| 23   | Lussemburgo     | 0   | 0       | 1      | 1  |